# Плетизмографија пениса
Плетизмографија пениса (ПГП) или фалометрија је објективна мера мушког сексуалног узбуђења које настаје као одговор на презентацију серије еротских и неутралних стимулуса.  Како је ова метода данас широко призната као најпоузданије средство за објективно мерење мушког сексуалног узбуђења према одређеним стимулансима,  плетизмографија пениса може помоћи у разликовању физиолошке и психолошке еректилне дисфункције (ЕД).
Многи клиничари и истраживачи сматрају ПГП важаном и за процену и лечење одраслих мушкараца са парафилијом и мушкараца који су починили сексуалне злочине. У том смислу ПГП доприноси клиничкој процени парафилних интересовања, процени ризика од рецидива и пружа објективно мерење промена у сексуалном узбуђењу настао као одговору на лечење, па у том смислу постоји снажна подршка примени ПГП у клиничком и правном контексту. Историја употребе ПГП, у вези са прихватљивошћу на суду кроз судску пракса су истражени у правним системима Канаде, УК и САД, и пружили су  подршку укључивању ПГП као валидног доказа у расправама у судским неспоразумима, уз образложење да употреба ПГП има клиничку корисности у форензичким проценама.

## Историја
Оригиналну волуметрију  пениса развио је током 1950-их Курт Фројнд у тадашњој Чехословачкој . Фројнд је касније написао:
Раних педесетих година хомосексуална интеракција је још увек била кривични прекршај у Чехословачкој. Ја сам се, наравно, противио овој мери, али сам и даље мислио, као и моје колеге на психијатријској универзитетској болници у Прагу где сам радио, да је хомосексуалност искуствено стечена неуроза.
Затим је развио фалометрију како би заменио психоаналитичке методе процене, тумачећи то чињеницим да се...
...психоанализа показала неуспешном, практично неупотребљивом као инструмент за индивидуалну дијагнозу или истраживање....Када је фалометрија почела да изгледа обећавајуће као тест еротских преференција пола и узраста, почели смо да је користимо углавном као тест ко има предетерминацију педофилије код деце.
У Чехословачкој после Другог светског рата, Фројнду је комунистичка влада доделила задатак да међу војним обвезницима идентификује мушкарце који су се лажно изјашњавали да су хомосексуалци како би избегли регрутацију.  У том циљу...
...Фројнд је 1957 године развио први уређај, који је мерио промене запремине пениса да би разликовао хетеросексуалне и хомосексуалне мушкарце за чехословачку војску.  
Када је пребегао  из Европе у Канаду, Фројнд је настави своје истраживање користећи фалометрију за процену сексуалних преступника.  
У то време, многи сексолози, укључујући Џона Бенкрофта  и  Алберта Елиса, покушавали су да развију методе претварања хомосексуалних мушкараца у хетеросексуалне мушкарце.  Пошто је фалометрија показала да су такве методе биле неуспешне, Фројнд је био међу првим сексолозима који су изјавили да су такви покушаји неетички.  На основу првенствено Фројндових студија, декриминализација хомосексуализма се догодила у Чехословачкој 1961.године

## Опште информације
Плетизмограф пениса је уређај који се користи за мерење протока крви до пениса. Пошто је добар проток крви до пениса важан за ерекцију, плетизмографија пениса може бити посебно корисна за лекаре који процењују еректилну функцију мушкарца.
Најчешће коришћена методе плетизмографије пениса укључују мерење обима пениса помоћу живе у гуми или електромеханичког мерача напрезања, или запремине пениса са херметичким цилиндром и манжетном на надувавање у дну пениса. Плетизмографи пениса нервног дела   кавернозног тела мере промене које у пенису настају као одговор на интероперативну електричну стимулацију током операције. Волуметријску процедуру је измислио Kurt Freund и сматра се да је посебно осетљива на ниским нивоима узбуђења. Одговарајући уређај код жена је вагинални фотоплетизмограф.
Код сексуалних преступника ПГП се обично користи за одређивање нивоа сексуалног узбуђења док је  субјект изложен сексуално сугестивном садржају, као што су слике, филмови или аудио записи ( иако неки тврде да фалометрија није увек прикладна за процену сексуалних преференција или ефеката лечења).
Обимни метааналитички преглед научних извештаја из 1998. показао је да је фалометријски одговор на стимулансе који приказују децу, иако има корелацију само 0,32 са будућим сексуалном догађајем (који чини око 10% варијансе), и највећу тачност међу методама идентификације који ће сексуални преступници починити нове сексуалне злочине.  Мада ниједна од метода није била јаки предиктори са већином која је чинила далеко мање од 10% варијансе.
У операцији простатектомије која штеди нерве, хирург примењује благу електричну стимулацију у близини кавернозних нерава пениса да би проверио њихову локацију и избегао оперативну трауму. Оштећење ових тешко видљивих нерава може изазвати еректилне дисфункције. На крају операције, резултат плетизмографа пениса помоћу електричне стимулације је прогноза која помаже да се еректилна функција контролише много месеци раније пре оних потребних за опоравак.

## Методе
Поступак ПГП се може обавити на неколико различитих начина.
Волуметријска плетизмографија
Овом методом се преко пениса поставља стаклена цев којом се изазива ерекција. Потом се мерење протока крви врши  на основу  мерења промена у запремини ваздуха између млохавог (неукрућеног) и укрућеног стања пениса.
Циркумференцијална плетизмографија
Ова метода укључује примену сензора (мерача напрезања),  који се током мерења налази око пениса.

### Врсте уређаја
Постоје две врсте мерача напрезања:
Електромеханички мерач напона
Електромеханички мерач напона је направљен од лаганог метала који се обавија око пениса. Када дође до ерекције, метал мења облик. Упоређивање млитавих и усправних мерења мерача може указати на промене у протоку крви.
Мерач деформације живе у гуми
Као што назив имплицира, мерач деформације живе у гуми је гумени прстен напуњен живом. Када пенис пређе из млохавог у стање ерекције, обим прстена се мења и мења дистрибуцију живе, чиме се може одредити разлика у протоку крви кроз пенис.

## Супротстављени ставови
На рачун ПГП изречене су бројне критике методологије која се користи за одређивање поузданости и специфичности плетизмографије пениса. 
Једна таква критика је да док се за плетизмографију пениса каже да је важна јер је објективнија од субјективних извештаја испитаника о сексуалном узбуђењу, аргумент да је плетизмографија пениса поузданији мерило сексуалног узбуђења од вагиналне плетизмографије и даље се сматра да у просеку постоји већа кореспонденција између онога што испитаници примећују у инструментима у односу на мушке субјекте и онога што испитаници примећују код мушкараца. Постоји критика овог неслагања због недостатка доследности у стандардима да ли су субјективни извештаји корисни или не. 
Постоје и критике у вези са могућношћу да је пристрасност узорковања већа код мушкараца који су плетизмографијом пениса него код жена на вагиналној плетизмографији, јер су мушкарци генерално свеснији својих физичких сексуалних реакција од жена. То у већини култура може узроковати да мушки волонтери буду готово искључиво особе које имају специфичну ерекцију која није карактеристична због оних који имају неспецифичне знакове ерекције и стога страхују од неспецифичног знака.. Овај ефекат може објаснити очигледну мушку специфичност као резултат методолошке пристрасности. 
Разлика између тестова са добровољацима и тестова са осуђеницима или осумњиченима за сексуалне преступне у резултати плетизмографије пениса могу бити узроковани чињеницом да група сексуалних преступника често нема избор да не волонтира, без разлике у обрасцима ерекције у односу на просечну популацију. 
Једна критика студија о поновном преступу је да културолошки ставови који претпостављају да су мушкарци сексуално привучени оним на шта фалометријски реагују могу довести до тога да се мушкарци који немају стварног сексуалног интереса за децу идентификују као педофили због сазнања да фалометријски реагују на њих, што их чини вероватнијим да ће поново бити осуђени. 